# Champions Hockey League 2017-2018
La Champions Hockey League 2017-2018 è stata la quarta edizione della massima competizione europea di hockey su ghiaccio.
I partecipanti al torneo sono stati ridotti a 32, con meccanismi di qualificazione basati esclusivamente sul merito. Le sei leghe fondatrici sono state rappresentate da un numero variabile fra tre e cinque squadre (basate sul ranking degli ultimi tre anni), mentre le altre sette leghe hanno iscritto i campioni nazionali. Un ulteriore posto è stato riservato per i vincitori della Continental Cup 2016-17. Al contrario delle scorse edizioni le squadre fondatrici non hanno avuto la possibilità di essere automaticamente qualificate.
La stagione si è conclusa il 6 febbraio 2018 alla Vida Arena di Växjö dove i finlandesi del JYP hanno conquistato il trofeo contro gli svedesi del Växjö Lakers.

## Qualificazione
Hanno partecipato alla competizione 32 squadre. Oltre ai vincitori della Continental Continental Cup 2016-17 e ai campioni nazionali dei Slovacchia, Norvegia, Danimarca, Francia, Bielorussia, Gran Bretagna e Polonia, hanno preso parte 24 squadre provenienti dalle 6 leghe fondatrici, secondo i seguenti criteri:
1. Campione nazionale
2. Vincitore della stagione regolare
3. Secondo posto stagione regolare
4. Finalista playoff
5. Miglior semifinalista playoff in stagione regolare
6. Peggior semifinalista playoff in stagione regolare
7. Terzo posto stagione regolare
8. Quarto posto stagione regolare
9. Quinto posto stagione regolare

## Squadre partecipanti
| Squadra             | Città      | Lega  | Qualificazione        |
| ------------------- | ---------- | ----- | --------------------- |
| Frölunda            | Göteborg   | SHL   | vincitrice CHL 16-17  |
| HV71                | Jönköping  | SHL   | vincitrice playoff    |
| Växjö Lakers        | Växjö      | SHL   | 2ª regular season     |
| Brynäs IF           | Gävle      | SHL   | finalista playoff     |
| Malmö Redhawks      | Malmö      | SHL   | semifinalista playoff |
| Tappara Tampere     | Tampere    | Liiga | vincitrice playoff    |
| TPS Turku           | Turku      | Liiga | 2ª regular season     |
| KalPa               | Kuopio     | Liiga | finalista playoff     |
| JYP                 | Jyväskylä  | Liiga | semifinalista playoff |
| HIFK                | Helsinki   | Liiga | semifinalista playoff |
| SC Bern             | Berna      | NLA   | vincitrice playoff    |
| ZSC Lions           | Zurigo     | NLA   | 2ª regular season     |
| EV Zug              | Zugo       | NLA   | finalista playoff     |
| HC Davos            | Davos      | NLA   | semifinalista playoff |
| Nottingham Panthers | Nottingham | EIHL  | vincitrice CC 16-17   |
| Cardiff Devils      | Cardiff    | EIHL  | vincitrice playoff    |

| Squadra             | Citta             | Lega  | Qualificazione            |
| ------------------- | ----------------- | ----- | ------------------------- |
| Kometa Brno         | Brno              | ELH   | vincitrice playoff        |
| Bílí Tygři Liberec  | Liberec           | ELH   | vincitrice regular season |
| Oceláři Třinec      | Třinec            | ELH   | 2ª regular season         |
| Mountfield HK       | Hradec Králové    | ELH   | semifinalista playoff     |
| Reb Bull Monaco     | Monaco di Baviera | DEL   | vincitrice playoff        |
| Adler Mannheim      | Mannheim          | DEL   | 2ª regular season         |
| Grizzlys Wolfsburg  | Wolfsburg         | DEL   | finalista playoff         |
| Vienna Capitals     | Vienna            | EBEL  | vincitrice playoff        |
| Red Bull Salisburgo | Salisburgo        | EBEL  | 2ª regular season         |
| EC KAC              | Klagenfurt        | EBEL  | finalista playoff         |
| Banská Bystrica     | Banská Bystrica   | ELH   | vincitrice playoff        |
| Stavanger Oilers    | Stavanger         | GET-L | vincitrice playoff        |
| HK Neman Hrodna     | Hrodna            | BXL   | vincitrice playoff        |
| Esbjerg Energy      | Esbjerg           | ML    | vincitrice playoff        |
| Rapaces de Gap      | Gap               | LM    | vincitrice playoff        |
| ComArch Cracovia    | Cracovia          | PHL   | vincitrice playoff        |

## Sorteggio
Per la fase a gironi sono stati sorteggiati 8 gruppi da 4 squadre, che si sono affrontate in un girone all'italiana di andata e ritorno per un totale di 6 gare a testa. Le due migliori formazioni di ogni girone si sono qualificate agli ottavi.
Per quanto riguarda il sorteggio il Frölunda, la squadra detentrice del trofeo, è stato sorteggiato come testa di serie. Hanno completato la prima fascia i campioni nazionali delle 6 leghe fondatrici e i Växjö Lakers, vincitori della regular season del campionato svedese. La quarta fascia è stata composta dai campioni nazionali selle altre 7 leghe e dai Nottingham Panthers, detentori della Continental Cup. Le restanti squadre sono state divise in seconda e terza fascia.
| Urna 1                                                                                         | Urna 2                                                                                           | Urna 3                                                                                  | Urna 4 |
| ---------------------------------------------------------------------------------------------- | ------------------------------------------------------------------------------------------------ | --------------------------------------------------------------------------------------- | --- |
| Frölunda HV71 Tappara Tampere SC Bern Reb Bull Monaco Kometa Brno Vienna Capitals Växjö Lakers | TPS Turku ZSC Lions Bílí Tygři Liberec Adler Mannheim Red Bull Salisburgo Brynäs IF KalPa EV Zug | Oceláři Třinec Grizzlys Wolfsburg EC KAC Malmö Redhawks JYP HC Davos Mountfield HK HIFK | Banská Bystrica Stavanger Oilers HK Neman Hrodna Esbjerg Energy Cardiff Devils Rapaces de Gap ComArch Cracovia Nottingham Panthers |

## Fase a gironi
Nel caso in cui due squadre terminino la fase a gironi a pari punti il miglior classificato è stabilito in base ai vincitori degli scontri diretti. In caso di parità la squadra con un ranking migliore prima dell'inizio del torneo guadagna la migliore posizione in classifica. Nello stabilire i vincitori dello scontro diretto i criteri sono i seguenti:
1. maggior numero di punti ottenuti negli scontri diretti;
2. miglior differenza reti negli scontri diretti;
3. maggior numero di goal negli scontri diretti;
4. maggior numero di goal segnati in una partita negli scontri diretti;
5. maggior numero di vittorie all'overtime;
6. maggior numero di vittorie ai rigori.

### Gruppo A
| Squadra             | Pt | G | V | VOT | POT | P | GF | GS | DR  |
| ------------------- | -- | - | - | --- | --- | - | -- | -- | --- |
| Tappara Tampere     | 15 | 6 | 5 | 0   | 0   | 1 | 26 | 11 | +15 |
| Red Bull Salisburgo | 9  | 6 | 3 | 0   | 0   | 3 | 20 | 22 | -2  |
| Grizzlys Wolfsburg  | 6  | 6 | 2 | 0   | 0   | 4 | 15 | 23 | -8  |
| Banská Bystrica     | 6  | 6 | 2 | 0   | 0   | 4 | 13 | 18 | -5  |

| TT    | RBS   | GW    | BB    |
| ----- | ----- | ----- | ----- |
|       | 4 - 2 | 4 - 2 | 3 - 0 |
| 1 - 6 |       | 4 - 3 | 5 - 0 |
| 1 - 7 | 4 - 5 |       | 4 - 3 |
| 5 - 2 | 5 - 3 | 0 - 1 |       |

### Gruppo B
| Squadra          | Pt | G | V | VOT | POT | P | GF | GS | DR  |
| ---------------- | -- | - | - | --- | --- | - | -- | -- | --- |
| Malmö Redhawks   | 13 | 6 | 4 | 0   | 1   | 1 | 23 | 17 | +6  |
| Kometa Brno      | 12 | 6 | 2 | 3   | 0   | 1 | 18 | 15 | +3  |
| KalPa            | 10 | 6 | 3 | 0   | 1   | 2 | 25 | 22 | +3  |
| Stavanger Oilers | 1  | 6 | 0 | 0   | 1   | 5 | 13 | 25 | -12 |

| MRH      | KOB   | KAL      | STO      |
| -------- | ----- | -------- | -------- |
|          | 3 - 0 | 6 - 2    | 2 - 1    |
| 5 - 4 ot |       | 3 - 1 ot | 4 - 3 ot |
| 6 - 4    | 2 - 4 |          | 7 - 1    |
| 3 - 4    | 1 - 2 | 4 - 6    |          |

### Gruppo C
| Squadra         | Pt | G | V | VOT | POT | P | GF | GS | DR |
| --------------- | -- | - | - | --- | --- | - | -- | -- | -- |
| EV Zug          | 11 | 6 | 3 | 1   | 0   | 2 | 20 | 16 | +4 |
| JYP             | 11 | 6 | 3 | 1   | 0   | 2 | 16 | 15 | +1 |
| HK Neman Hrodna | 8  | 6 | 1 | 1   | 3   | 1 | 18 | 18 | 0  |
| Vienna Capitals | 6  | 6 | 1 | 1   | 1   | 3 | 17 | 22 | -5 |

| ZUG   | JYP   | NEG      | VIC      |
| ----- | ----- | -------- | -------- |
|       | 6 - 3 | 3 - 2 so | 3 - 1    |
| 3 - 2 |       | 3 - 2 so | 4 - 1    |
| 2 - 3 | 3 - 0 |          | 5 - 4 ot |
| 5 - 3 | 1 - 3 | 5 - 4 so |          |

### Gruppo D
| Squadra        | Pt | G | V | VOT | POT | P | GF | GS | DR  |
| -------------- | -- | - | - | --- | --- | - | -- | -- | --- |
| Adler Mannheim | 15 | 6 | 5 | 0   | 0   | 1 | 26 | 12 | +14 |
| Oceláři Třinec | 13 | 6 | 4 | 0   | 1   | 1 | 20 | 10 | +10 |
| HV71           | 8  | 6 | 2 | 1   | 0   | 3 | 16 | 16 | 0   |
| Esbjerg Energy | 0  | 6 | 0 | 0   | 0   | 6 | 7  | 31 | -24 |

| MAN   | TRI      | HV71  | ESB   |
| ----- | -------- | ----- | ----- |
|       | 6 - 2    | 6 - 3 | 4 - 1 |
| 3 - 0 |          | 3 - 0 | 9 - 1 |
| 1 - 4 | 2 - 1 so |       | 3 - 0 |
| 2 - 6 | 1 - 2    | 2 - 7 |       |

### Gruppo E
| Squadra            | Pt | G | V | VOT | POT | P | GF | GS | DR  |
| ------------------ | -- | - | - | --- | --- | - | -- | -- | --- |
| Växjö Lakers       | 14 | 6 | 4 | 1   | 0   | 1 | 22 | 16 | +6  |
| Bílí Tygři Liberec | 10 | 6 | 3 | 0   | 1   | 2 | 24 | 21 | +3  |
| HC Davos           | 7  | 6 | 2 | 0   | 1   | 3 | 22 | 19 | +3  |
| Cardiff Devils     | 5  | 6 | 1 | 1   | 0   | 4 | 17 | 29 | -12 |

| VAL      | BTL   | HCD      | CAD    |
| -------- | ----- | -------- | ------ |
|          | 6 - 3 | 5 - 3    | 3 - 2  |
| 3 - 4 ot |       | 4 - 3    | 5 - 2  |
| 0 - 3    | 3 - 2 |          | 10 - 1 |
| 5 - 1    | 3 - 7 | 4 - 3 ot |        |

### Gruppo F
| Squadra             | Pt | G | V | VOT | POT | P | GF | GS | DR |
| ------------------- | -- | - | - | --- | --- | - | -- | -- | -- |
| Nottingham Panthers | 11 | 6 | 3 | 1   | 0   | 2 | 18 | 17 | +1 |
| SC Bern             | 9  | 6 | 3 | 0   | 0   | 3 | 21 | 16 | +5 |
| TPS Turku           | 9  | 6 | 3 | 0   | 0   | 3 | 12 | 15 | -3 |
| Mountfield HK       | 7  | 6 | 2 | 0   | 1   | 3 | 18 | 21 | -3 |

| NOP   | SCB   | TPS   | MHK      |
| ----- | ----- | ----- | -------- |
|       | 4 - 2 | 2 - 0 | 4 - 3 ot |
| 5 - 2 |       | 4 - 0 | 5 - 2    |
| 5 - 2 | 3 - 1 |       | 3 - 1    |
| 2 - 4 | 5 - 4 | 5 - 1 |          |

### Gruppo G
| Squadra          | Pt | G | V | VOT | POT | P | GF | GS | DR  |
| ---------------- | -- | - | - | --- | --- | - | -- | -- | --- |
| Reb Bull Monaco  | 15 | 6 | 5 | 0   | 0   | 1 | 21 | 11 | +10 |
| Brynäs IF        | 14 | 6 | 4 | 1   | 0   | 1 | 25 | 12 | +13 |
| HIFK             | 7  | 6 | 2 | 0   | 1   | 3 | 20 | 20 | 0   |
| ComArch Cracovia | 0  | 6 | 0 | 0   | 0   | 6 | 8  | 31 | -23 |

| RBM   | BIF   | HIFK     | CAC   |
| ----- | ----- | -------- | ----- |
|       | 2 - 3 | 4 - 1    | 6 - 2 |
| 2 - 3 |       | 4 - 3 ot | 8 - 0 |
| 2 - 4 | 2 - 5 |          | 6 - 3 |
| 1 - 2 | 2 - 3 | 0 - 6    |       |

### Gruppo H
| Squadra        | Pt | G | V | VOT | POT | P | GF | GS | DR  |
| -------------- | -- | - | - | --- | --- | - | -- | -- | --- |
| Frölunda       | 17 | 6 | 5 | 1   | 0   | 0 | 21 | 10 | +11 |
| ZSC Lions      | 11 | 6 | 3 | 0   | 2   | 1 | 24 | 10 | +14 |
| EC KAC         | 8  | 6 | 2 | 1   | 0   | 3 | 15 | 15 | 0   |
| Rapaces de Gap | 0  | 6 | 0 | 0   | 0   | 6 | 8  | 33 | -25 |

| FRA   | ZSC      | KAC   | GAP   |
| ----- | -------- | ----- | ----- |
|       | 5 - 4 ot | 2 - 1 | 5 - 1 |
| 1 - 2 |          | 3 - 0 | 4 - 0 |
| 2 - 4 | 2 - 1 ot |       | 4 - 2 |
| 1 - 3 | 1 - 11   | 3 - 6 |       |

## Playoff
| Gruppo | Testa di serie      | Non testa di serie  |
| ------ | ------------------- | ------------------- |
| A      | Tappara Tampere     | Red Bull Salisburgo |
| B      | Malmö Redhawks      | Kometa Brno         |
| C      | EV Zug              | JYP                 |
| D      | Adler Mannheim      | Oceláři Třinec      |
| E      | Växjö Lakers        | Bílí Tygři Liberec  |
| F      | Nottingham Panthers | SC Bern             |
| G      | Reb Bull Monaco     | Brynäs IF           |
| H      | Frölunda            | ZSC Lions           |

In tutti i turni, eccetto la finale che è stata giocata in un'unica partita, le squadre si affrontano in sfide di andata e ritorno. La prima partita si terrà in casa della squadra con il peggior record nella competizione, mentre la seconda sarà ospitata dall'altra squadra. In caso di parità al termine delle due partite si giocheranno i tempi supplementari, che potranno essere seguiti dai rigori in caso di ulteriore parità. La finale si giocherà in casa della squadra con il miglior record nel torneo al termine delle semifinali, il 6 febbraio 2018.
Per quanto riguarda gli ottavi le squadre sono state divise in due fasce, formate dalle vincitrice dei gironi e dalle seconde classificate. Non possono affrontarsi squadre provenienti dallo stesso girone, ma sono permessi incontri tra squadre della stessa nazione. Il sorteggio ha avuto luogo a Helsinki il 13 ottobre 2017.

### Tabellone
|  | Ottavi di finale        | Ottavi di finale | Ottavi di finale | Ottavi di finale |   |                         | Quarti di finale | Quarti di finale | Quarti di finale | Quarti di finale |  |                    | Semifinali | Semifinali | Semifinali | Semifinali |              |   | Finale | Finale |
|  |                         |                  |                  |                  |   |                         |                  |                  |                  |                  |  |                    |            |            |            |            |              |   |        |        |
|  | Bílí Tygři Liberec (OT) | 2                | 6                | 8                |   |                         |                  |                  |                  |                  |  |                    |            |            |            |            |              |   |        |        |
|  | Frölunda                | 3                | 4                | 7                |   |                         |                  |                  |                  |                  |  |                    |            |            |            |            |              |   |        |        |
|  | Frölunda                | 3                | 4                | 7                |   | Bílí Tygři Liberec (SO) | 0                | 2                | 2                |                  |  |                    |            |            |            |            |              |   |        |        |
|  |                         |                  |                  |                  |   | Bílí Tygři Liberec (SO) | 0                | 2                | 2                |                  |  |                    |            |            |            |            |              |   |        |        |
|  |                         | ZSC Lions        | 1                | 0                | 1 |                         |                  |                  |                  |                  |  |                    |            |            |            |            |              |   |        |        |
|  | ZSC Lions               | ZSC Lions        | 1                | 0                | 1 | 3                       | 3                | 6                |                  |                  |  |                    |            |            |            |            |              |   |        |        |
|  | ZSC Lions               |                  |                  |                  |   | 3                       | 3                | 6                |                  |                  |  |                    |            |            |            |            |              |   |        |        |
|  | Nottingham Panthers     | 1                | 0                | 1                |   |                         |                  |                  |                  |                  |  |                    |            |            |            |            |              |   |        |        |
|  | Nottingham Panthers     | 1                | 0                | 1                |   |                         |                  |                  |                  |                  |  | Bílí Tygři Liberec | 1          | 1          | 2          |            |              |   |        |        |
|  |                         |                  |                  |                  |   |                         |                  |                  |                  |                  |  | Bílí Tygři Liberec | 1          | 1          | 2          |            |              |   |        |        |
|  |                         | Växjö Lakers     | 1                | 6                | 7 |                         |                  |                  |                  |                  |  |                    |            |            |            |            |              |   |        |        |
|  | SC Bern                 | Växjö Lakers     | 1                | 6                | 7 | 2                       | 5                | 7                |                  |                  |  |                    |            |            |            |            |              |   |        |        |
|  | SC Bern                 |                  |                  |                  |   | 2                       | 5                | 7                |                  |                  |  |                    |            |            |            |            |              |   |        |        |
|  | Reb Bull Monaco         | 3                | 2                | 5                |   |                         |                  |                  |                  |                  |  |                    |            |            |            |            |              |   |        |        |
|  | Reb Bull Monaco         | 3                | 2                | 5                |   | SC Bern                 | 3                | 2                | 5                |                  |  |                    |            |            |            |            |              |   |        |        |
|  |                         |                  |                  |                  |   | SC Bern                 | 3                | 2                | 5                |                  |  |                    |            |            |            |            |              |   |        |        |
|  |                         | Växjö Lakers     | 2                | 4                | 6 |                         |                  |                  |                  |                  |  |                    |            |            |            |            |              |   |        |        |
|  | Red Bull Salisburgo     | Växjö Lakers     | 2                | 4                | 6 | 2                       | 3                | 5                |                  |                  |  |                    |            |            |            |            |              |   |        |        |
|  | Red Bull Salisburgo     |                  |                  |                  |   | 2                       | 3                | 5                |                  |                  |  |                    |            |            |            |            |              |   |        |        |
|  | Växjö Lakers            | 1                | 5                | 6                |   |                         |                  |                  |                  |                  |  |                    |            |            |            |            |              |   |        |        |
|  | Växjö Lakers            | 1                | 5                | 6                |   |                         |                  |                  |                  |                  |  |                    |            |            |            |            | Växjö Lakers | 0 |        |        |
|  |                         |                  |                  |                  |   |                         |                  |                  |                  |                  |  |                    |            |            |            |            |              | 0 |        |        |
|  |                         | JYP              | 2                |                  |   |                         |                  |                  |                  |                  |  |                    |            |            |            |            |              |   |        |        |
|  | JYP                     | JYP              | 2                | 3                | 2 | 5                       |                  |                  |                  |                  |  |                    |            |            |            |            |              |   |        |        |
|  | JYP                     |                  |                  | 3                | 2 | 5                       |                  |                  |                  |                  |  |                    |            |            |            |            |              |   |        |        |
|  | Tappara Tampere         | 1                | 3                | 4                |   |                         |                  |                  |                  |                  |  |                    |            |            |            |            |              |   |        |        |
|  | Tappara Tampere         | 1                | 3                | 4                |   | JYP                     | 3                | 5                | 8                |                  |  |                    |            |            |            |            |              |   |        |        |
|  |                         |                  |                  |                  |   | JYP                     | 3                | 5                | 8                |                  |  |                    |            |            |            |            |              |   |        |        |
|  |                         | Kometa Brno      | 3                | 3                | 6 |                         |                  |                  |                  |                  |  |                    |            |            |            |            |              |   |        |        |
|  | Kometa Brno             | Kometa Brno      | 3                | 3                | 6 | 4                       | 5                | 9                |                  |                  |  |                    |            |            |            |            |              |   |        |        |
|  | Kometa Brno             |                  |                  |                  |   | 4                       | 5                | 9                |                  |                  |  |                    |            |            |            |            |              |   |        |        |
|  | EV Zug                  | 3                | 2                | 5                |   |                         |                  |                  |                  |                  |  |                    |            |            |            |            |              |   |        |        |
|  | EV Zug                  | 3                | 2                | 5                |   |                         |                  |                  |                  |                  |  | JYP (SO)           | 4          | 3          | 7          |            |              |   |        |        |
|  |                         |                  |                  |                  |   |                         |                  |                  |                  |                  |  | JYP (SO)           | 4          | 3          | 7          |            |              |   |        |        |
|  |                         | Oceláři Třinec   | 2                | 4                | 6 |                         |                  |                  |                  |                  |  |                    |            |            |            |            |              |   |        |        |
|  | Malmö Redhawks          | Oceláři Třinec   | 2                | 4                | 6 | 1                       | 1                | 2                |                  |                  |  |                    |            |            |            |            |              |   |        |        |
|  | Malmö Redhawks          |                  |                  |                  |   | 1                       | 1                | 2                |                  |                  |  |                    |            |            |            |            |              |   |        |        |
|  | Oceláři Třinec          | 2                | 2                | 4                |   |                         |                  |                  |                  |                  |  |                    |            |            |            |            |              |   |        |        |
|  | Oceláři Třinec          | 2                | 2                | 4                |   | Oceláři Třinec          | 3                | 5                | 8                |                  |  |                    |            |            |            |            |              |   |        |        |
|  |                         |                  |                  |                  |   | Oceláři Třinec          | 3                | 5                | 8                |                  |  |                    |            |            |            |            |              |   |        |        |
|  |                         | Brynäs IF        | 1                | 3                | 4 |                         |                  |                  |                  |                  |  |                    |            |            |            |            |              |   |        |        |
|  | Adler Mannheim          | Brynäs IF        | 1                | 3                | 4 | 2                       | 1                | 3                |                  |                  |  |                    |            |            |            |            |              |   |        |        |
|  | Adler Mannheim          |                  |                  |                  |   | 2                       | 1                | 3                |                  |                  |  |                    |            |            |            |            |              |   |        |        |
|  | Brynäs IF               | 3                | 2                | 5                |   |                         |                  |                  |                  |                  |  |                    |            |            |            |            |              |   |        |        |

### Ottavi di finale
Le gare di andata si sono disputate il 31 ottobre 2017, quelle di ritorno il 7 novembre 2017.
A causa di problemi di calendario i Malmö Redhawks e gli Adler Mannheim hanno giocato la prima partita in casa nonostante fossero teste di serie.
| Squadra 1           | Totale | Squadra 2           | Andata | Ritorno  |
| ------------------- | ------ | ------------------- | ------ | -------- |
| Bílí Tygři Liberec  | 8 - 7  | Frölunda            | 2 - 3  | 6 - 4 OT |
| ZSC Lions           | 6 - 1  | Nottingham Panthers | 3 - 1  | 3 - 0    |
| SC Bern             | 7 - 5  | Reb Bull Monaco     | 2 - 3  | 5 - 2    |
| Red Bull Salisburgo | 5 - 6  | Växjö Lakers        | 2 - 1  | 3 - 5    |
| JYP                 | 5 - 4  | Tappara Tampere     | 3 - 1  | 2 - 3    |
| Kometa Brno         | 9 - 5  | EV Zug              | 4 - 3  | 5 - 2    |
| Malmö Redhawks      | 2 - 4  | Oceláři Třinec      | 1 - 2  | 1 - 2    |
| Adler Mannheim      | 3 - 5  | Brynäs IF           | 2 - 3  | 1 - 2    |

### Quarti di finale
Le gare di andata si sono disputate il 5 dicembre 2017, quelle di ritorno il 12 dicembre 2017.
| Squadra 1          | Totale | Squadra 2    | Andata | Ritorno  |
| ------------------ | ------ | ------------ | ------ | -------- |
| Bílí Tygři Liberec | 2 - 1  | ZSC Lions    | 0 - 1  | 2 - 0 SO |
| SC Bern            | 5 - 6  | Växjö Lakers | 3 - 2  | 2 - 4    |
| JYP                | 8 - 6  | Kometa Brno  | 3 - 3  | 5 - 3    |
| Oceláři Třinec     | 8 - 4  | Brynäs IF    | 3 - 1  | 5 - 3    |

### Semifinali
Le gare di andata si sono disputate il 9 gennaio 2018, quelle di ritorno il 16 gennaio 2018.
| Squadra 1          | Totale | Squadra 2      | Andata | Ritorno  |
| ------------------ | ------ | -------------- | ------ | -------- |
| Bílí Tygři Liberec | 2 - 7  | Växjö Lakers   | 1 - 1  | 1 - 6    |
| JYP                | 7 - 6  | Oceláři Třinec | 4 - 2  | 3 - 4 SO |

### Finale
| Arbitri: | Mark Lemelin Daniel Piechaczek |

|  |           |                                  |
|  | Marcatori | 34:32 Nättinen 10:42 Kolehmainen |

## Statistiche

### Marcatori
| Pos. | Giocatore          | Squadra            | Partite | Goals | Assist | Punti | Penalità | +/- | Tiri | S%     |
| ---- | ------------------ | ------------------ | ------- | ----- | ------ | ----- | -------- | --- | ---- | ------ |
| 1    | Fredrik Pettersson | ZSC Lions          | 9       | 9     | 7      | 16    | 4        | +7  | 37   | 24,32% |
| 2    | Ryan Lasch         | Frölunda           | 7       | 4     | 11     | 15    | 4        | +5  | 21   | 19,05% |
| 3    | Martin Bakoš       | Bílí Tygři Liberec | 10      | 10    | 4      | 14    | 4        | +5  | 42   | 23,81% |
| 4    | Andrew Ebbett      | SC Bern            | 10      | 4     | 7      | 11    | 2        | -5  | 30   | 13,33% |
| 5    | Jiří Polanský      | Oceláři Třinec     | 12      | 3     | 8      | 11    | 10       | +5  | 18   | 16,67% |
| 6    | Joel Persson       | Växjö Lakers       | 13      | 1     | 10     | 11    | 2        | +4  | 32   | 3,13%  |